# Azul Positivo
Azul Positivo es una organización no gubernamental venezolana fundada en 2004 dedicada a ofrecer información y acompañamiento a los pacientes de VIH y otras enfermedades de transmisión sexual.

## Funciones
Azull Positivo es una organización sin fines de lucro. Ha llevado a cabo acciones orientadas a combatir la violencia de género y asistencia humanitaria a las poblaciones de estudiantes, jóvenes, LGBT, personas excluidas y en situación de pobreza, campesinos, pescadores artesanales y en general población del estado Zulia. Ha atendido a más de 9.000 personas durante el año 2020. Según datos publicados por Provea desde 2015, han atendido a más de 43.000 personas.

## Historia
Azul Positivo nace en 2004 bajo el nombre «Amigos Zulianos en Positivo» como una iniciativa de estudiantes de la Universidad de Zulia y de la Universidad Rafael Belloso Chacín en Maracaibo, Venezuela, con el propósito de ofrecer información y acompañamiento en el ámbito de VIH y otras infecciones de transmisión sexual. La organización ha publicado un boletín llamado Azul Positivo, nombre por el cual se dio a conocer la organización y que más tarde acuñaría como abreviación. Azul Positivo se registró formalmente el 8 de mayo de 2006, cuando empezó a desarrollar proyectos comunitarios en varias poblaciones del estado Zulia.
Entre  2015 y 2020 Azul Positivo atendió a 43.992 personas en Zulia tanto en áreas urbanas como en zonas rurales en sur del Lago de Maracaibo y la costa oriental. En 2020 al menos 999 personas tuvieron acceso de manera gratuita a pruebas rápidas de detección de VIH y todos los programas de atención, prevención y educación son gratuitos. Durante la pandemia de COVID-19, Azul Positivo tomó la iniciativa de ofrecer respuestas oportunas y adecuadas como lo es promover las medidas de prevención del coronavirus en las comunidades más vulnerables y desasistidas de la entidad.
El 12 de enero de 2021 5 representantes de la organización fueron detenidos cuando una comisión de funcionarios de la Dirección General de Contrainteligencia Militar (DGCIM) intervino su oficina y les hicieron interrogatorios, llevándolos posteriormente a la sede de Maracaibo. En la mañana del 13 de enero fue liberado Miguel Guerra, quien labora como chofer en la ONG. Al mediodía del 13 de enero, se conoció por parte de los funcionarios militares queseis miembros de Azul Positivo serían procesados ante la jurisdicción militar. La noche del 14 de enero el tribunal 4.º de control del estado Zulia dictó la medida privativa de libertad contra los cinco miembros de la organización, estableciendo como sitio de reclusión es la sede de la DGCIM.
La Comisión para los Derechos Humanos en el estado Zulia (Codhez) informó sobre la decisión y la calificó como la materialización de una agresión sin precedente al espacio humanitario en Venezuela. La defensa de los representantes de Azul Positivo pidió la nulidad absoluta del procedimiento, alegando que la aprehensión incurre en un crimen de lesa humanidad. A través de una nota de prensa, Codhez reportó el decomiso de tres equipos de computación, de doce tarjetas de beneficios del programa humanitario, el banco de datos de los beneficiarios y cinco equipos telefónicos a Azul Positivo. La directora para las Américas de Amnistía Internacional, Erika Guevara-Rosas, exigió la «liberación inmediata y el cese del acoso y el enjuiciamiento penal de ONG y defensores de derechos humanos».